# Gli imperdonabili
Gli imperdonabili (Impardonnables) è un film del 2011 diretto da André Téchiné.
Il film, adattamento dal romanzo omonimo di Philippe Djian, è stato presentato il 16 maggio 2011 nella sezione Quinzaine des réalisateurs del Festival di Cannes 2011.

## Trama
Francis, un anziano romanziere francese, giunge a Venezia con l'intenzione di fermarvisi un anno per poter scrivere in tranquillità un nuovo romanzo. Nell'agenzia immobiliare, dove si è recato per cercare un appartamento da prendere in affitto, conosce Judith, l'agente immobiliare, una bellissima ex modella francese di circa 20 anni più giovane, la quale propone a Francis di prendere in affitto un villino a Sant'Erasmo un’isola tranquilla e appartata della Laguna di Venezia. Francis, colpito da Judith, risponde che prenderà in affitto l'abitazione di Sant'Erasmo se Judith verrà a vivere con lui.
Diciotto mesi dopo, Francis e Judith sono felicemente sposati e abitano a Sant'Erasmo. Francis soffre tuttavia del cosiddetto "blocco dello scrittore" e si aggira Venezia in cerca di ispirazione. Giunge nella città lagunare Alice, la figlia di Francis, accompagnata da sua figlia Vicky, una fanciulla di circa dieci anni. Alice, aspirante attrice che in passato ha assunto sostanze stupefacenti, se ne va improvvisamente senza dare spiegazioni, abbandonando perfino la figlioletta che viene poi consegnata da Francis a Roger, il marito di Alice e padre della bambina. Francis incarica Anna Maria, una anziana investigatrice privata amica di Judith, di rintracciare la figlia. Anna Maria scopre che Alice ha intrecciato una relazione amorosa con Alvise, un giovane veneziano di famiglia aristocratica decaduta il quale è tuttavia un piccolo spacciatore di eroina.
Quattro mesi dopo, in estate, Francis soffre ancora del blocco dello scrittore e si sente trascurato da Judith impegnata nel lavoro. Francis soffre di gelosia e fa pedinare Judith da Jérémie, il figlio di Anna Maria, un giovane sofferente di afefobia, ossia repulsione per i contatti fisici. Judith si rende però conto di essere seguita, affronta Jérémie e i due hanno infine un rapporto sessuale. Poiché il rapporto con suo marito si è deteriorato, Judith decide di lasciare Sant'Erasmo e di tornarsene a Venezia. Francis accetta la nuova situazione con angoscia.
Nell'autunno seguente Jérémie, che aveva respinto con violenza gli approcci di un omosessuale, subisce la rappresaglia di costui che uccide l'amato cane del giovane. Poco dopo Jérémie tenta il suicidio tagliandosi le vene dei polsi, ma viene salvato da Francis. Anna Maria, che era riuscita a rintracciare Alice e Alvise a Parigi, ritorna a Venezia gravemente ammalata (le hanno diagnosticato un carcinoma polmonare in fase terminale).
In inverno Alice torna a Venezia, ma Alvise viene imprigionato nella città lagunare per spaccio di stupefacenti. Alice è accolta da Judith e Francis, ma è irremovibile nel suo amore per Alvise e rifiuta di ritornare dal marito e dalla figlia. Muore Anna Maria; al funerale Francis percuote Jérémie perché ritiene che la repulsione del giovane a toccare fisicamente la madre fosse dettata da insensibilità. I due si riconciliano quando Jérémie viene a salutarlo prima di lasciare definitivamente Venezia per cercare una nuova vita altrove. Poco tempo dopo Francis, che è riuscito a completare finalmente il suo romanzo e non ha più motivi per rimanere a Venezia, corre a trovare Judith e le chiede di trasferirsi con lui a Parigi.